# Evgenij Lovčev
Evgenij Serafimovič Lovčev (in russo Евгений Серафимович Ловчев?; Mosca, 29 gennaio 1949) è un ex calciatore e allenatore di calcio a 5 sovietico, di ruolo difensore.

## Carriera
Vinse con la maglia dello Spartak Mosca il campionato sovietico nel 1969 e la coppa nazionale nel 1971. L'anno seguente fu eletto calciatore sovietico dell'anno, e fece parte della nazionale che ottenne una medaglia di bronzo ai Giochi Olimpici del 1976.

## Palmarès

### Calcio

#### Giocatore

##### Club
- Campionato sovietico: 1

Spartak Mosca: 1969
- Coppa dell'Unione Sovietica: 1

Spartak Mosca: 1971
- Pervaja Liga: 1

Spartak Mosca: 1977

##### Nazionale
- Bronzo olimpico: 1

Monaco di Baviera 1972

##### Individuale
- Calciatore sovietico dell'anno: 1

1972